# Раудатайн
Раудата́йн (англ. Raudhatain, араб. الروضتين‎ — «два сада») — нефтяное месторождение в Кувейте. Открыто в 1960 году. Начальные запасы нефти оцениваются в 6,2 млрд баррелей или 987 млн тонн.
Плотность нефти 0,88-0,90 г/см³ или 27° API. Нефтеносность связана с отложениями мелового возраста.
Оператором месторождений является кувейтская нефтяная компания Kuwait Petroleum Corp. Добыча нефти в 2006 году составила 15 млн тонн.